# Los Vaqueros
Los Vaqueros es el nombre del único álbum de estudio de la compañía de reguetón WY Records, presentando a los miembros Tony Dize, Gadiel, Franco “El Gorila” y El Tío. Fue publicado el 7 de noviembre de 2006 bajo WY Records, apoyado por la subsidiaria Machete Music y distribuido por Universal Music Group. La lista de canciones contiene 18 canciones, de los que se destacan los sencillos «El teléfono», «Pegao» y «Yo te quiero». Otra de las canciones, «Round 3» es una tiraera dirigida a Arcángel.
El DVD, llamado Los Vaqueros Collector's Edition — titulado así por el agregado del DVD — salió a la venta posterior a la del CD, y contiene extras; como vídeos, entrevistas, wallpapers, etc. 

## Recepción
El álbum alcanzó la posición n.º 44 en la lista Billboard 200, y la segunda posición en la Top Latin Albums, también de la Revista Billboard.
El álbum ha vendido 204 000 copias en Estados Unidos y Puerto Rico según Nielsen en 2008.

## Lista de canciones
| N.º   | Título                                                              | Productor(es)        | Duración |  |
| 1.    | «Intro» (Wisin)                                                     | Nesty Gómez          | 0:43     |  |
| 2.    | «Pegao» (Wisin & Yandel)                                            | Nesty Víctor         | 3:52     |  |
| 3.    | «Envuélvete» (Tony Dize)                                            | Nesty Víctor         | 3:14     |  |
| 4.    | «Eléctrica» (Wisin & Yandel con Gadiel)                             | DJ Urba & Monserrate | 3:28     |  |
| 5.    | «Dame un Kiss» (Franco “El Gorila")                                 | Nesty Víctor         | 3:05     |  |
| 6.    | «Nadie como tú» (Wisin & Yandel con Don Omar)                       | Nesty Víctor         | 3:42     |  |
| 7.    | «Mujeron» (Yomille Omar “El Tío”)                                   | DJ Urba & Monserrate | 2:44     |  |
| 8.    | «Quizás» (Tony Dize)                                                | DJ Urba & Monserrate | 3:06     |  |
| 9.    | «Soy de la calle» (Wisin & Yandel con Gallego y Franco “El Gorila”) | Nesty Víctor         | 4:24     |  |
| 10.   | «La noche está pa' jangueo» (Tony Dize con Franco “El Gorila”)      | Nesty Víctor         | 3:07     |  |
| 11.   | «Yo te quiero» (Wisin & Yandel)                                     | Nesty Víctor         | 3:27     |  |
| 12.   | «Chu Chin» (Yomille Omar "El Tío" con Yandel)                       | DJ Urba & Monserrate | 3:35     |  |
| 13.   | «Dale Más» (Tony Dize con Wisin)                                    | Nesty Víctor         | 2:59     |  |
| 14.   | «Un viaje» (Gadiel con Yandel)                                      | DJ Urba & Monserrate | 2:50     |  |
| 15.   | «Tiembla» (Franco “El Gorila”)                                      | Nesty Víctor         | 3:00     |  |
| 16.   | «Fue W» (Wisin)                                                     | Nesty Víctor         | 3:27     |  |
| 17.   | «Round 3» (Franco “El Gorila”)                                      | DJ Urba & Monserrate | 4:38     |  |
| 18.   | «El teléfono (Bonus Track)» (Wisin & Yandel con Héctor el Father)   | Tainy                | 3:55     |  |
| 59:17 |                                                                     |                      |          |  |

### Collector's Edition
- Contiene las primeras 18 pistas del disco anterior y estas 4 nuevas (con «El Teléfono» siendo la última pista), además de un DVD.[7]

| N.º      | Título                                                                                   | Productor(es)        | Duración |  |
| 19.      | «Quiero hacerte el Amor» (Wisin & Yandel con Yomille Omar "El Tío" y Franco “El Gorila”) | DJ Urba & Monserrate | 4:07     |  |
| 20.      | «Calienta y pega» (Yomille Omar "El Tío")                                                | DJ Urba & Monserrate | 2:41     |  |
| 21.      | «Échale leña al fuego» (Tony Dize con Yandel)                                            | Nesty Víctor         | 2:55     |  |
| 22.      | «Sal del callejón» (Franco “El Gorila”)                                                  | DJ Urba & Monserrate | 4:11     |  |
| 01:13:09 |                                                                                          |                      |          |  |

DVD
1. Pegao
2. El teléfono
3. Sesión de fotos "Los Vaqueros"
4. Entrevistas
5. Wallpapers

## Créditos y personal
Parcialmente adaptados desde AllMusic.
- Gustavo López – Productor ejecutivo.
- Chris Gehringer – Masterización.
- Louis Martínez – Director creativo, fotografía.
- Juan Luis Morera – Composición, intérprete, producción de audio.
- Llandel Veguilla	Malavé – Composición, intérprete, producción de audio.
- Ernesto Padilla – Composición, producción.
- Víctor Martínez Rodríguez (Víctor “El Nasi”) – Composición, producción.
- Urbani Mota Cedeño, Alex Monserrate Sosa – Composición, producción.
- Marco Masis – Producción.
- Tony Feliciano Rivera – Composición, intérprete.
- Gadiel Veguilla Malavé – Composición, intérprete.
- Luis Francisco Cortés (Franco “El Gorila”) – Composición, intérprete.
- Miguel Burgos (Yomille Omar “El Tío”) – Composición, intérprete.
- José González (Gallego) – Composición, intérprete invitado.
- William Omar Landrón – Composición, intérprete invitado.
- Héctor Delgado Román – Composición, intérprete invitado.
- José Gómez – Composición (1).
- Eric Joel Rodríguez Rivera (Lobo) – Composición (3, 8, 13).
- Víctor M. Baez-Rivera – Composición (6).
- Orlando Ortiz – Composición (6).

## Posicionamiento en listas
| Listas (2006)                        | Mejor posición |
| ------------------------------------ | -------------- |
| Estados Unidos (Billboard 200)       | 44             |
| Estados Unidos (Latin Rhythm Albums) | 1              |
| Estados Unidos (Top Latin Albums)    | 2              |
| Estados Unidos (Top Rap Albums)      | 14             |

| Lista (2007)                         | Posición |
| ------------------------------------ | -------- |
| Estados Unidos (Latin Rhythm Albums) | 3        |
| Estados Unidos (Top Latin Albums)    | 9        |

### Sucesión y posicionamiento
| Predecesor: Mas Flow: Los Benjamins de Luny Tunes & Tainy | U.S. Billboard Latin Rhythm Albums — Álbum n.º 1 (Primera vuelta) 25 de noviembre de 2006 - 1 de diciembre de 2006 | Sucesor: Chosen few: El documental II de Varios artistas |
| Predecesor: The Bad Boy de Héctor el Father               | U.S. Billboard Latin Rhythm Albums — Álbum n.º 1 (Segunda vuelta) 16 de diciembre de 2006 - 12 de enero de 2007    | Sucesor: King of Kings de Don Omar                       |

## Certificaciones
| País (Certificador) | Certificación      | Ventas certificadas |
| --- | ------------------ | ------------------- |
| Estados Unidos (RIAA) | 2× Platino (Latin) | 200 000^            |
| ^cifras de envíos basadas únicamente en la certificación xcifras no especificadas basadas únicamente en la certificación |                    |                     |